# Dicyrtoma texensis
Dicyrtoma texensis är en urinsektsart som först beskrevs av Alpheus Spring Packard 1873.  Dicyrtoma texensis ingår i släktet Dicyrtoma och familjen Dicyrtomidae. Inga underarter finns listade i Catalogue of Life.